# Filinia novaezealandiae
Filinia novaezealandiae är en hjuldjursart som beskrevs av Russell J.Shiel och Sanoamuang 1993. Filinia novaezealandiae ingår i släktet Filinia och familjen Trochosphaeridae. Inga underarter finns listade i Catalogue of Life.